# Ca l'Iglésies
Ca l'Iglésies és una masia de Sant Feliu de Buixalleu (Selva) inclosa a l'Inventari del Patrimoni Arquitectònic de Catalunya.

## Descripció
Masia de grans dimensions, situada dins el petit nucli urbà de Sant Feliu de Buixalleu. La masia, de planta baixa i dos pisos, està coberta per una teulada a doble vessant, desaiguada als laterals, amb el ràfec simple. A la planta baixa, trobem dues portes d'entrada i dues finestres, totes amb llinda monolítica de granit, i brancals i ampits també de pedra. Al primer i segons pis, quatre obertures quadrangulars de diferents mides, totes amb llinda monolítica i brancals i ampit, tot de pedra granítica. A la part central de la façana, un rellotge de sol. La façana està arrebossada i pintada de color blanc. Hi ha diverses construccions adossades. Tota la casa està protegida per un tancat. Davant la casa hi ha un gran safareig.